# مارتین بورلی
مارتین بورلی (انگلیسی: Martin Burleigh; ۲ فوریهٔ ۱۹۵۱ – ۲۷ سپتامبر ۲۰۲۱) بازیکن فوتبال اهل بریتانیا بود.
از باشگاه‌هایی که در آن بازی کرده‌است می‌توان به باشگاه فوتبال دارلینگتون، باشگاه فوتبال هارتل پول یونایتد، باشگاه فوتبال کارلایل یونایتد، باشگاه فوتبال بیشاپ اوکلند، و باشگاه فوتبال نیوکاسل یونایتد اشاره کرد.